# Friederike Nechansky-Stotz
Friederike Nechansky-Stotz, auch Friederika, Friedericke oder Fritzi Nechansky, geborene Stotz (* 17. Mai 1904 in Troppau, Österreichisch-Schlesien; † 28. April 1993, Wien) war eine österreichische Emailleurin, Druckgrafikerin und Kunstgewerblerin.

## Leben
„Fritzi“ Nechansky studierte 1920 Textilkunst bei Rosalia Rothansl und 1921/22 Ornamentales Entwerfen bei Franz Čižek an der k.k. Kunstgewerbeschule, anschließend ebenda bei Victor Schufinsky und Adolf Boehm sowie 1924–1926 in der Email-Werkstatt bei Josef Hoffmann. 1926–1938 führte sie eine Werkstatt für Gold- und Silberschmiede in der Mollardgasse 6, 1060 Wien, gemeinsam mit Eleonore Feichtinger, Auguste Schachner und Gerta Hammerschmid und war u. a. für den Österreichischen Werkbund tätig. Ihren Werken wird futuristische Aufbruchsstimmung attestiert. Nechansky gehört zu den bedeutendsten Vertreterinnen des Wiener Kinetismus, eine österreichische Variante des Rayonismus. Ihre Werke wurden in Paris, Wien und Berlin ausgestellt. 1939 beendete sie ihre künstlerische Tätigkeit.
Friederike Nechansky-Stotz starb wenige Wochen vor Vollendung ihres 89. Lebensjahres am 28. April 1993 in Wien. Sie fand ihre letzte Ruhestätte auf dem Ottakringer Friedhof.

## Werke (Auswahl)
- Ohne Titel (Abstrakte Zeichnung), 1920–1930, Kohle auf Papier, 45 × 31 cm, Sammlung Dieter und Gertraud Bogner im mumok Wien
- Abstrakte Komposition, 1922, Kohle auf Transparentpapier, auf Karton montiert, 99 × 64 cm, Universität für angewandte Kunst Wien, Kunstsammlung und Archiv
- Becher, um 1925, Ajour-Email, 8 × 7,8 cm, Sammlung Karin und Martin Janda, Wien

## Bibliographie
- Nechansky, Fritzi (Ill.), Martin Janda (Hg.), 1989, 9 S.
- Nechansky, Fritzi, Die Neuen Findellieder. Handschrift Wien, o. J. (Österr. Nationalbibliothek).

| Personendaten    | Personendaten                                                             |
| ---------------- | ------------------------------------------------------------------------- |
| NAME             | Nechansky-Stotz, Friederike                                               |
| ALTERNATIVNAMEN  | Nechansky, Friederike; Nechansky, Fritzi; Stotz, Friederike (Geburtsname) |
| KURZBESCHREIBUNG | österreichische Emailleurin, Druckgrafikerin und Kunstgewerblerin         |
| GEBURTSDATUM     | 17. Mai 1904                                                              |
| GEBURTSORT       | Troppau, Österreichisch-Schlesien                                         |
| STERBEDATUM      | 28. April 1993                                                            |
| STERBEORT        | Wien                                                                      |